# Missionspriester
Der Missionspriester ist in der römisch-katholischen Kirche ein für die Missionsarbeit ausgebildeter Priester. Seine Aufgabe besteht in der Evangelisierung unter Nicht-Gläubigen. Wie auch die Missionare geschieht diese Mission unter Berufung auf das Neue Testament (Matthäus 28,19  und Markus 16,15 ). Im Gegensatz zu den Missionaren, die in fremden Ländern für die Verbreitung des Glaubens unter den Menschen arbeiten, wird der Missionspriester auch in der Auswahl, Vorbereitung und Ausbildung von einheimischen Priestern tätig.
Um den Glauben in den äußeren und inneren Missionsgebieten zu verbreiten, muss der Missionspriester die Sitten, Gebräuche und Anschauungen der Völker kennen. Er muss die landesüblichen Werte erkennen, sich mit ihnen beschäftigen und diese anerkennen. Ihm zur Seite stehen die missionarischen Ordensgemeinschaften, Missionsschwestern, einheimische Priester und Katecheten (vgl. Ad gentes 16–18).
Die meisten religiösen Ordensgemeinschaften hatten die priesterliche Missionsarbeit nicht als ihre Hauptaufgabe wahrgenommen, erst im 19. Jahrhundert gründeten sich Vereinigungen von Priestern, aber auch Laien, die in erster Linie Missionspriester sein wollten. Diese Ausrichtung auf eine, schwerpunktmäßige dem Glauben zugewandte, neue Form der Missionsarbeit fand zum Beispiel ihren Anfang bei den Weißen Vätern, den Missionare von Lyon, den Mariannhiller-Missionaren, den Comboni-Missionaren oder den Steyler Missionaren.
Aus Anlass des 50-jährigen Gründungsjubiläums des Säkularinstitutes Missionspriester vom Königtum Christi führte Papst Johannes Paul II. aus:

„Seid eifrige Missionare und widmet euch hochherzig euren Brüdern und Schwestern. Das Streben nach Evangelisierung soll euch zu einem Apostolat anspornen, das keine Grenzen kennt.“